# Vet'affaires
Vêt'Affaires a été un groupe français de distribution de prêt-à-porter à prix discount, né en 1987 dans la région nantaise et disparu en 2016. Évoluant sur le secteur des grandes surfaces spécialisées en textile et accessoires, Vêt'Affaires s'est positionné comme  chaîne de Hard discount textile en France. Possédant encore 90 magasins franchisés en France en 2016, ce groupe est placé en redressement en juin 2016 puis en liquidation judiciaire par décision du tribunal de commerce de Paris. Les magasins Vêt'affaires ont fermé définitivement leurs portes le 22 septembre 2016.

## Histoire

### Développement et limites du modèle économique
En 1987, Remy et Patrice Lesguer ouvrent le premier magasin Vêt'Affaires dans la région nantaise, à Rezé. L’objectif est de créer une chaîne de hard discount textile. Dans les années qui suivent, les deux frères ouvrent trois nouveaux magasins. En 2000, l'enseigne s’agrandit et ouvre son 40e magasin. En 2005 ouvre le 75e magasin sous enseigne Vêt'Affaires.
L'ouverture le dimanche des magasins ouvre une polémique notamment concernant le statut des gérants associés. En 2009, Vêt'Affaires lance également son site internet et une nouvelle stratégie marketing. En 2011, Vêt'Affaires possède 140 magasins en France. Le groupe propose également la création de franchises. La volonté est alors que les 145 magasins Vêt'Affaires soient présents sur l'ensemble du territoire français, en périphérie des grandes villes ou des villes de plus de 25 000 habitants. 
Mais dès 2012, près d'une dizaine de magasins ferment leurs portes. Outre un marché français du textile peu florissant à l'époque, la concurrence a tendance à s'accroître en périphérie de villes et dans l'entrée de gamme, avec des chaînes telles que La Halle aux vêtements, Kiabi, etc., et de grandes surfaces de type H&M. Vet'affaires a construit son développement sur un sourcing en Asie, avec des volumes pour toute une saison, mais ce choix est à contre-pied de politiques de renouvellement rapides et réguliers des collections, pratiqués par certains concurrents, et qui favorisent un passage régulier en magasin.

### Difficultés financières et liquidation judiciaire
En juillet 2015, Vet'Affaires annonce son placement en redressement judiciaire auprès du Tribunal de Commerce de Paris. Confronté à un tassement du marché, à une concurrence jouant d'autres atouts, lâché par un créancier bancaire, l'entreprise a un problème de trésorerie et de viabilité. Le groupe se donne jusqu'à début octobre pour trouver un repreneur, mais aucune offre n'est présentée.
Malgré une première vague de fermeture des 25 magasins les plus fragiles, la perte nette atteint 25 M€ en 2015. Le 30 mai 2016, un des fondateurs Patrice Lesguer sort du capital. Le 1er juin 2016, il n'y a toujours aucun repreneur qui se soit manifesté auprès du tribunal de commerce[source insuffisante]. Le 22 juin 2016, la liquidation judiciaire est prononcée avec une poursuite d'activité pour 3 mois,,,.
La fermeture de l'ensemble des points de vente est fixée à fin août 2016, le stock existant est vendu avec 50 % de remise en caisse, les gérants des magasins n'auront pas droit aux indemnités de chômage.
De début août à fin septembre 2016, la grande majorité des 145 magasins du groupe sont liquidés un à un et fermés. Cependant, quelques points de vente sont rachetés in extremis sous une autre enseigne et avec un autre groupe. C'est le cas notamment des magasins de Béziers, Vitrolles, Nîmes, Colombiers, Alès, Narbonne et Vichy passés sous l'enseigne Moda Park, de ceux de Calais et Lievin, devenus tous les deux Arlette, de celui de Besançon passé sous la bannière américaine Redwood Original Fashion Store, ou encore de celui d'Arques passé sous enseigne Pap'S ou encore de Prouvy, devenu Mode Avenue.